# Vision d'Espagne
Vision d'Espagne, également connu comme Les Régions de l'Espagne, désigne un ensemble de quatorze grands panneaux peints à l'huile sur toile par le peintre espagnol Joaquín Sorolla. Cette série provient d'une commande de l'Hispanic Society de New York au peintre, l'engageant à réaliser plusieurs toiles de grand format de diverses régions d'Espagne et du Portugal afin de décorer la bibliothèque du bâtiment siège de la fondation.

## Une commande de poids

Division territoriale au début du XXe siècle

Le 26 novembre 1911 Sorolla et Archer Milton Huntington, signèrent un document par lequel le peintre s'engageait à réaliser une série de peintures à l'huile sur toile avec des thèmes représentatifs des régions de la péninsule ibérique. Les peintures décoreraient la future bibliothèque de l'institution. Sorolla s'engageait ainsi à livrer les croquis préparatoires et à n'exposer les œuvres en aucun autre endroit avant New York. Bien que l'Hispanic Society lui donna le nom de Régions de l'Espagne, Sorolla préféra le changer par Vision de l'Espagne, puisque l'ensemble suppose une vision globale par l'artiste de son pays, éloignée des stéréotypes romantiques et même de la réalité territoriale. Les régions de Murcie, les Asturies, les Canaries et les Baléares sont représentées dans cet ensemble. D'autre part, bien que deux villes andalouses soient représentées dans cinq panneaux, l'Andalousie n'est mentionnée qu'une fois. Grenade, qui à ce moment-là était une région, n'est pas non-plus représentée. La toile sur la Castille, représente en réalité la Région de León, en même temps que les deux Castilles.
Au début, il étudia la possibilité de réaliser une unique peinture murale de soixante-dix mètres de longueur, mais les panneaux de grands formats individuels et de différentes tailles ont finalement été retenus.
Pour s'inspirer et cerner la réalité, Sorolla décida de parcourir le pays et de peindre chaque scène in situ, dans la région représentée. Des quatorze panneaux, un seul représente une scène intérieure. Le peintre passa une grande partie de l'année 1912 à faire des croquis de différents costumes espagnols typiques, et à se documenter pour ce qui allait devenir la commande la plus importante de sa vie. Il passa l'hiver et le printemps en Castille, à Madrid et dans d'autres villes de l'intérieur. Pendant l'été, il alterna les séjours à Saint-Sébastien et en Navarre. En automne, il rentra à Madrid, avec des voyages fréquents dans diverses localités de la meseta. Pour créer le panneau correspondant à Valence, Sorolla s'inspira des alquerías et des grandes orangeraies d'Alcira. Pour réaliser l’œuvre, il se déplaça quotidiennement dans cette ville, de janvier à mars 1916, selon la correspondance de son épouse Clotilde. Il réalisa finalement la toile à Valence. Sorolla était harassé lors de la remise de l’œuvre à son commanditaire.
Malheureusement, malgré son travail le plus important, Sorolla y laissa sa vie, à tel point qu'il finit par subir une attaque d'hémiplégie à son domicile madrilène le 17 avril 1920, le laissant dans l'incapacité de peindre. La vie ne voulait pas que le valencien profite de la grande inauguration de son chef-d'œuvre à New York en 1926, trois ans après sa mort.

## Œuvres qui composent la série[4]

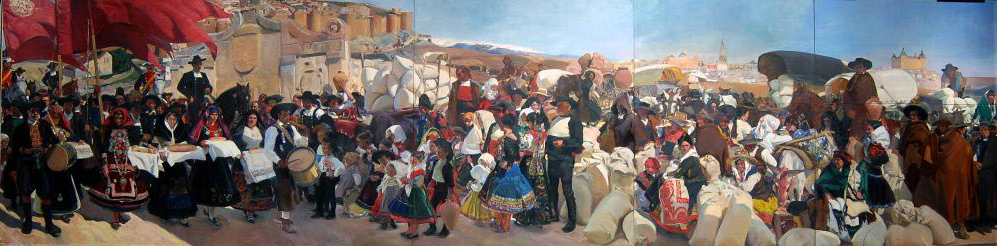
Castille. La fête du pain (1913)
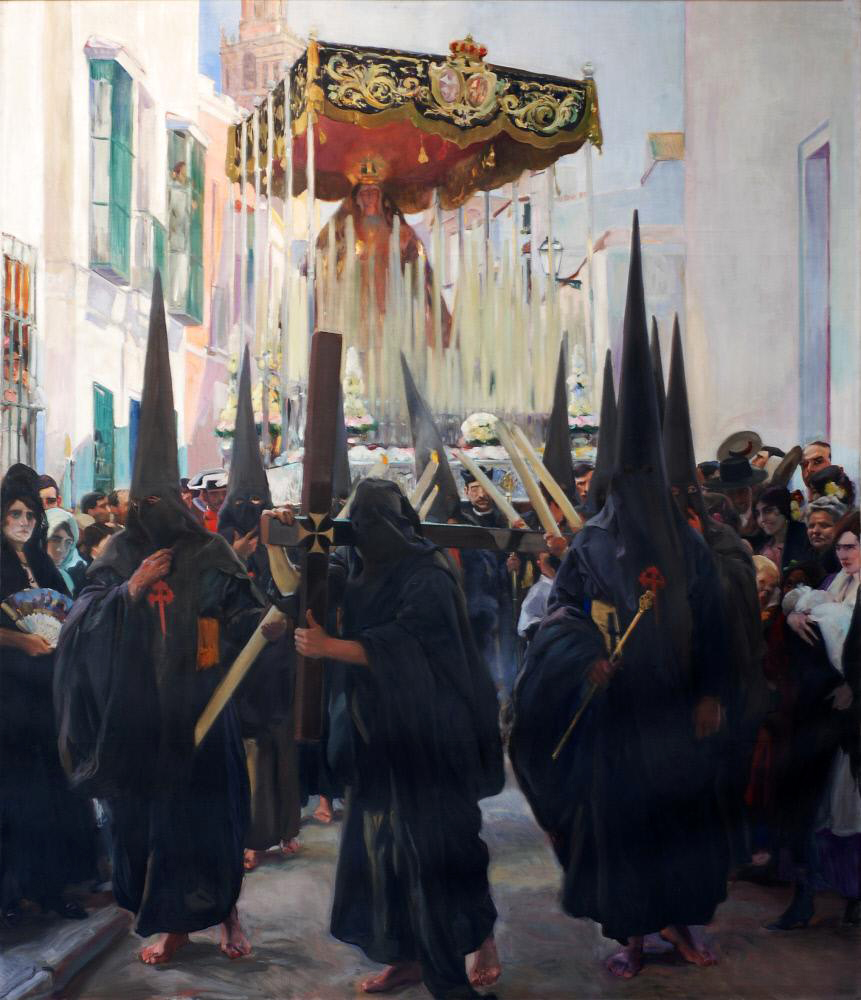
Séville. Les nazaréens (1914)
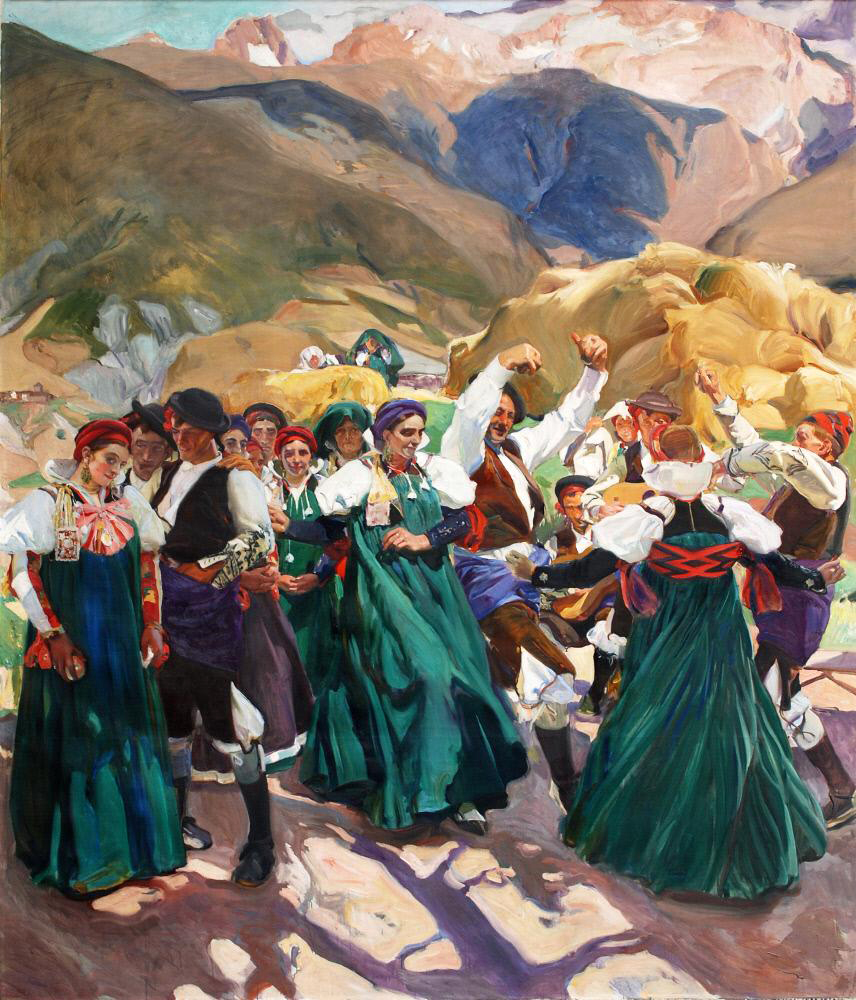
Aragon. La jota (1914)
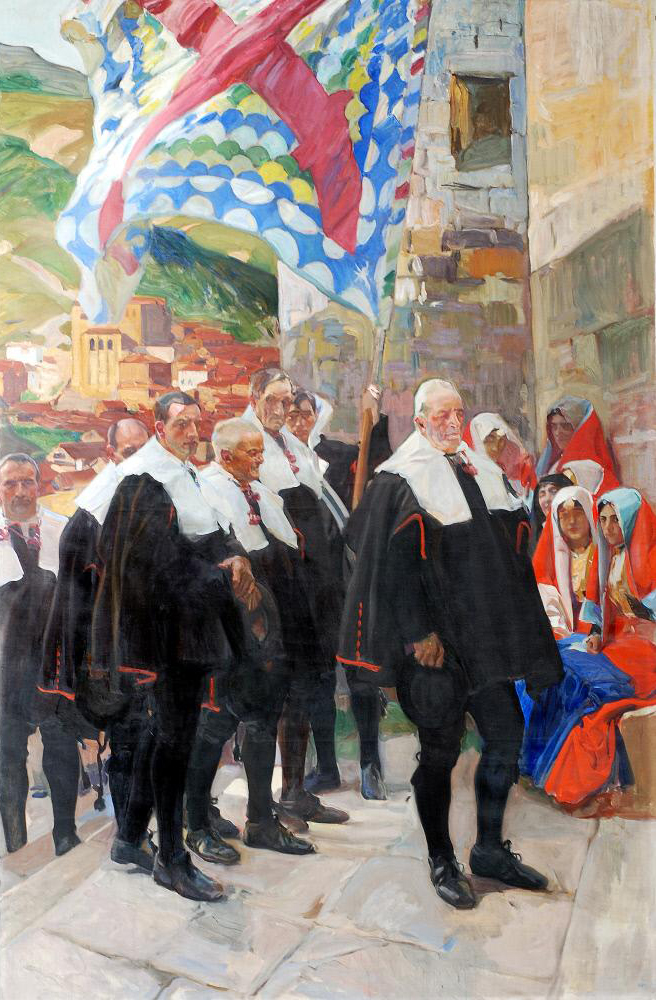
Navarre. Le conseil du Roncal (1914)
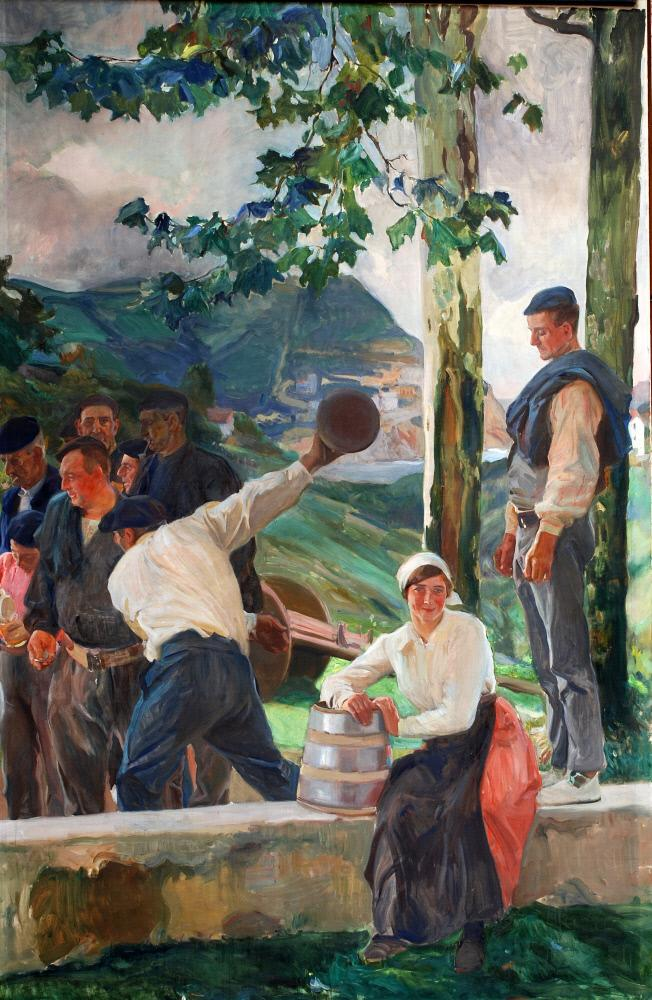
Guipúzcoa. Les quilles (1914)
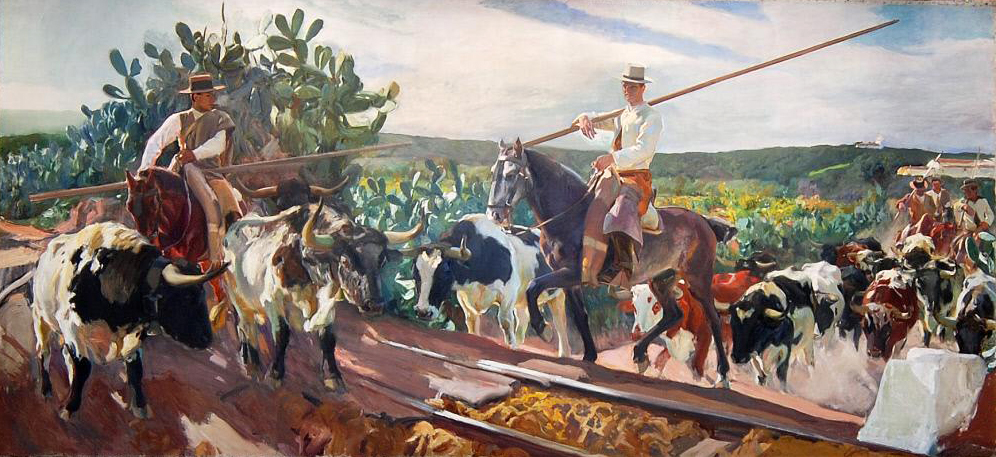
L'Andalousie. Le lâcher de taureaux (1914)
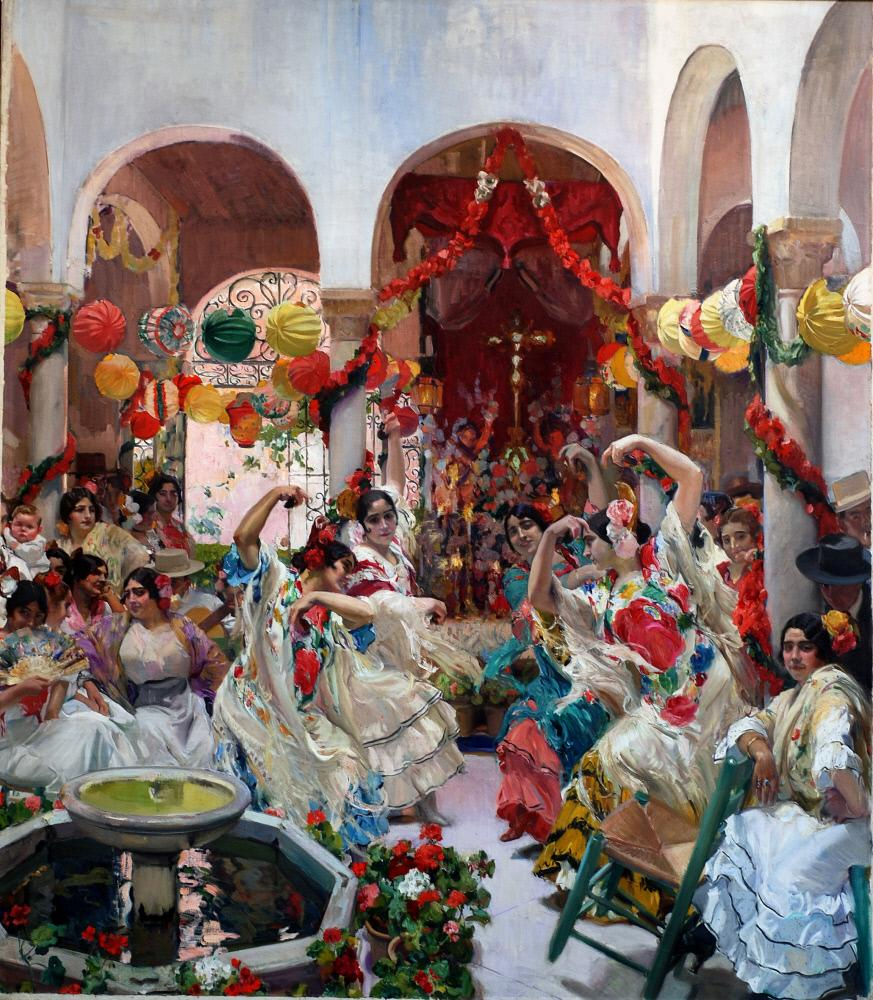
Séville. La danse (1915)
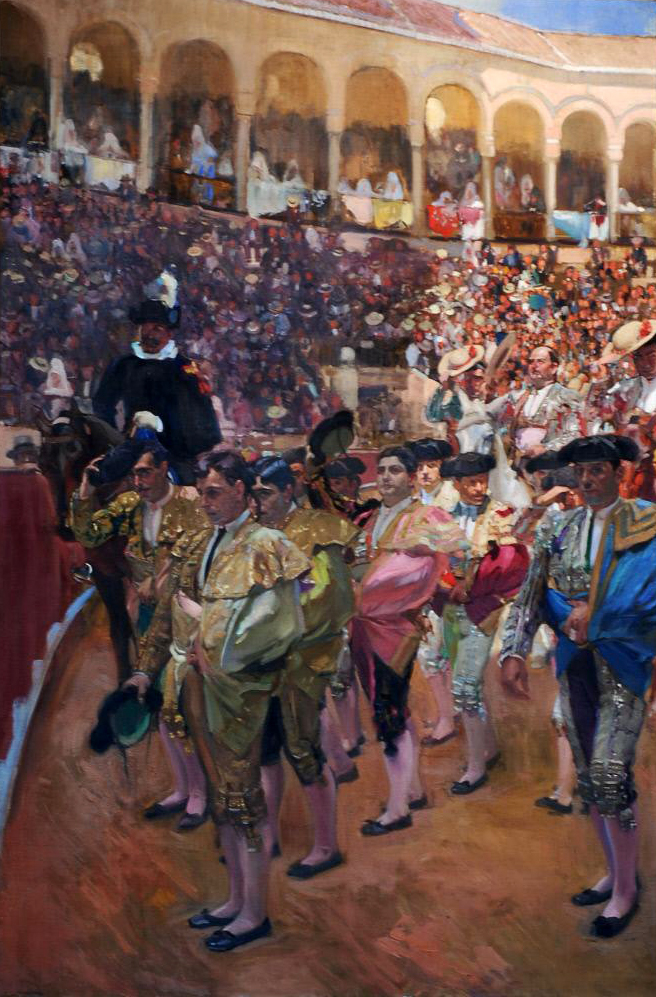
Séville. Les toreros (1915)
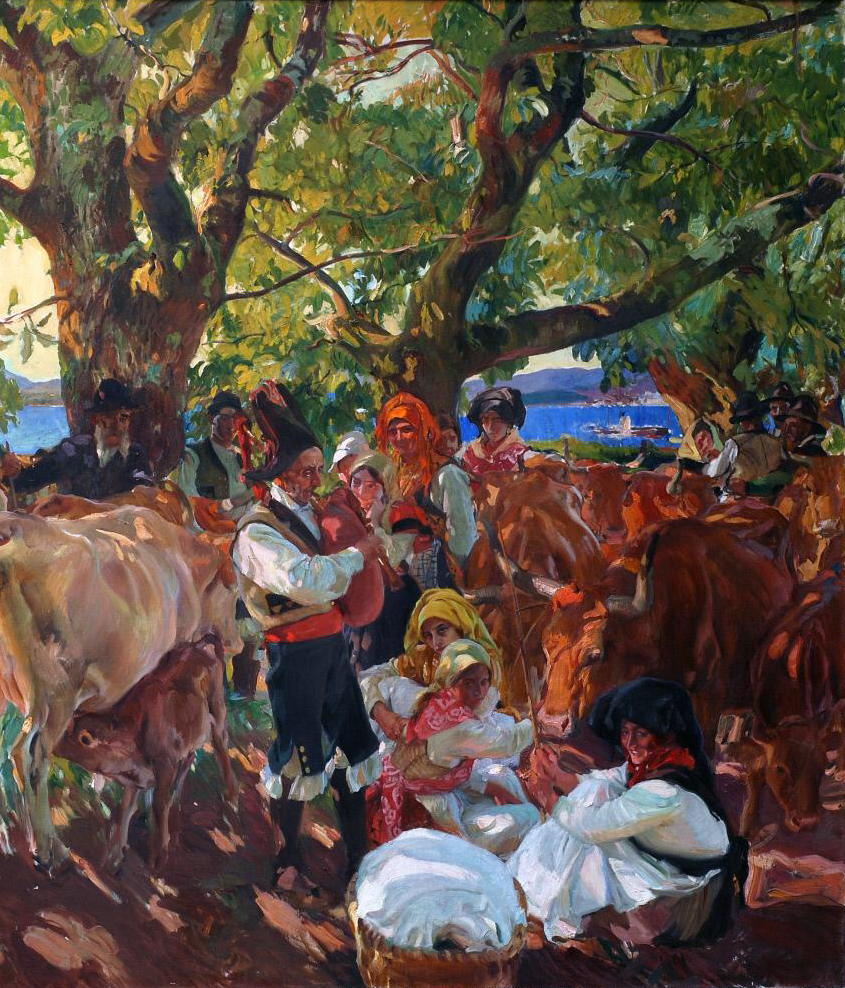
La Galice. Le pèlerinage (1915)
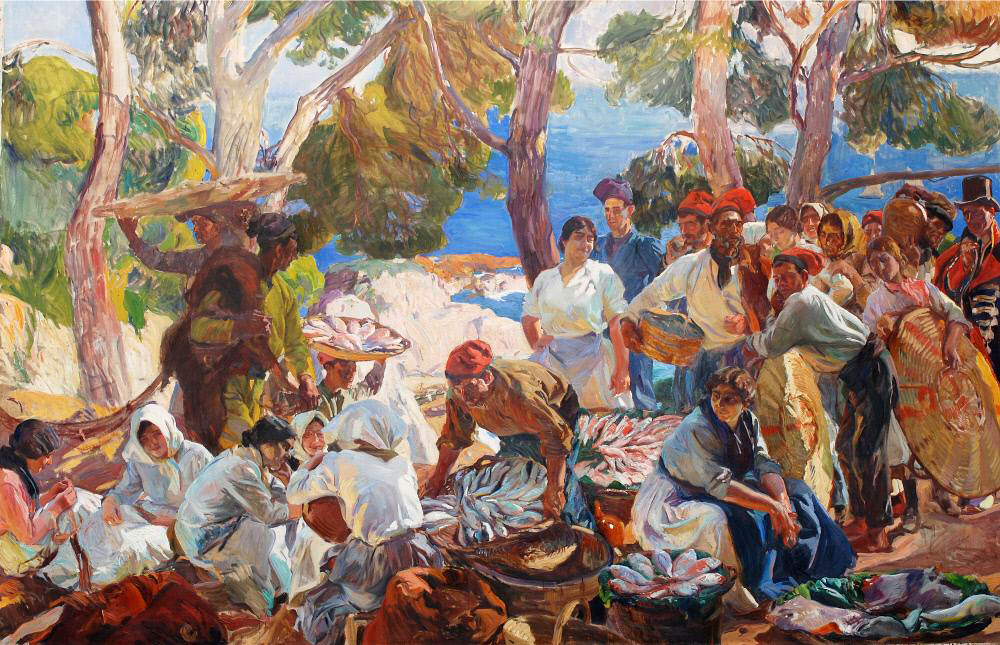
La Catalogne. Le poisson (1915)
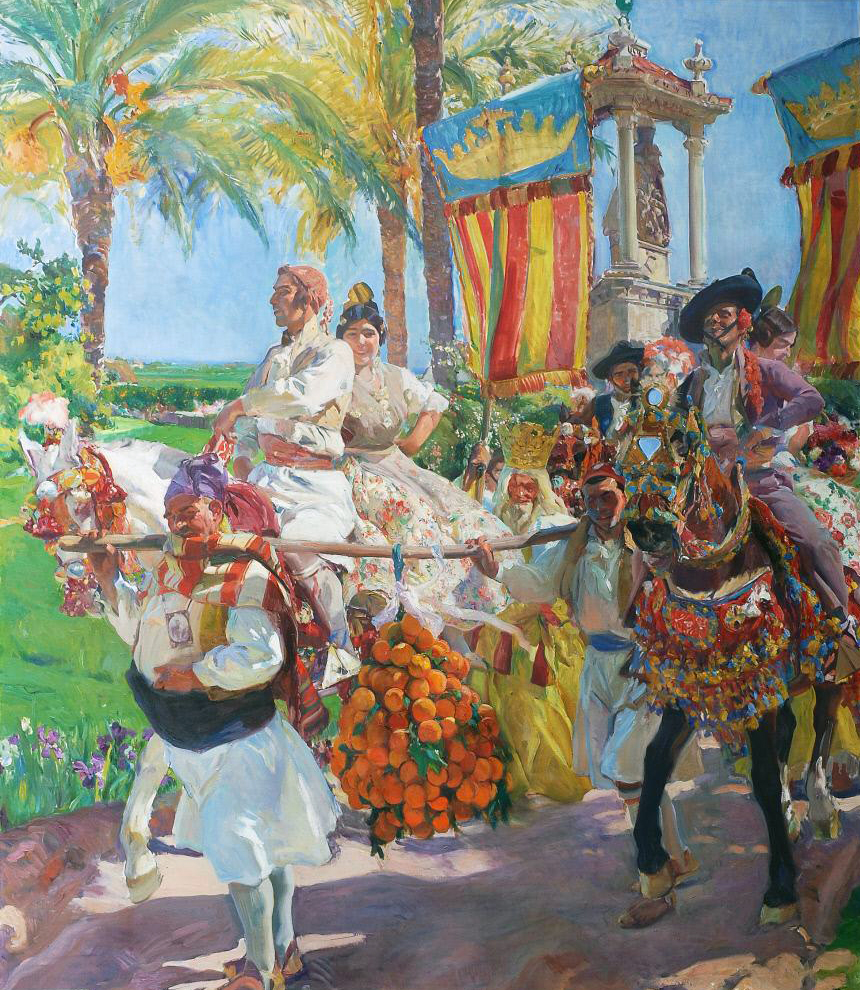
Valence. Les cercles (1916)
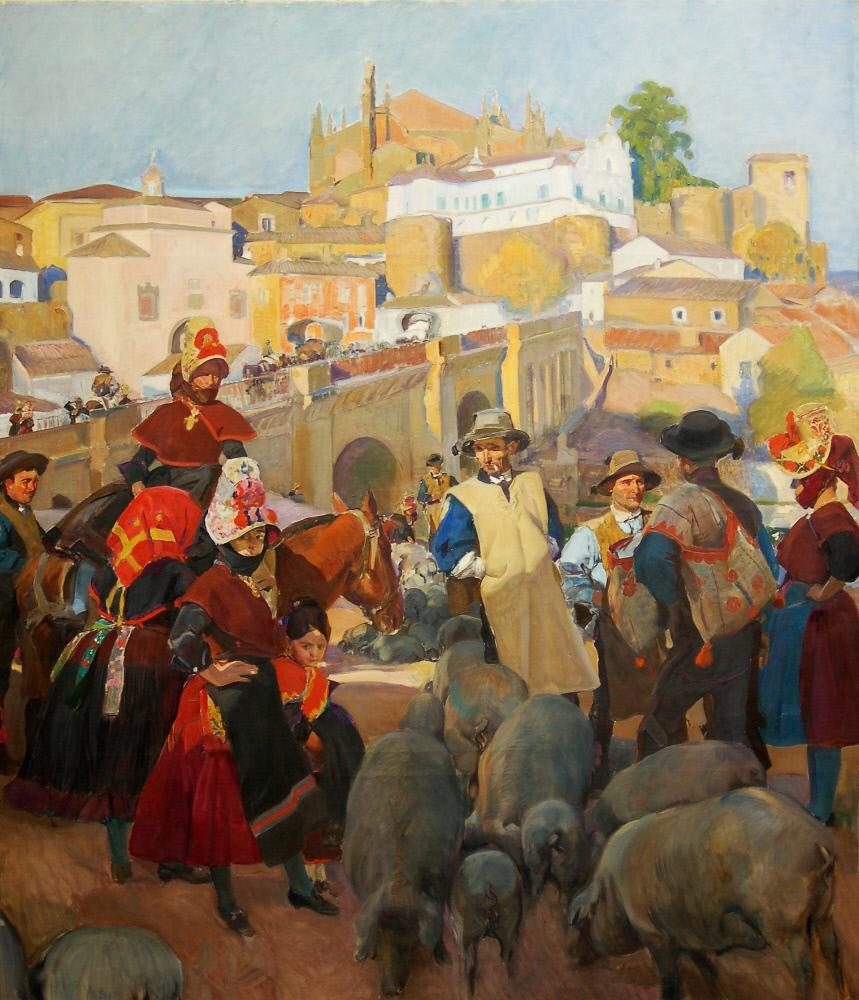
L'Estrémadure. Le marché (1917)
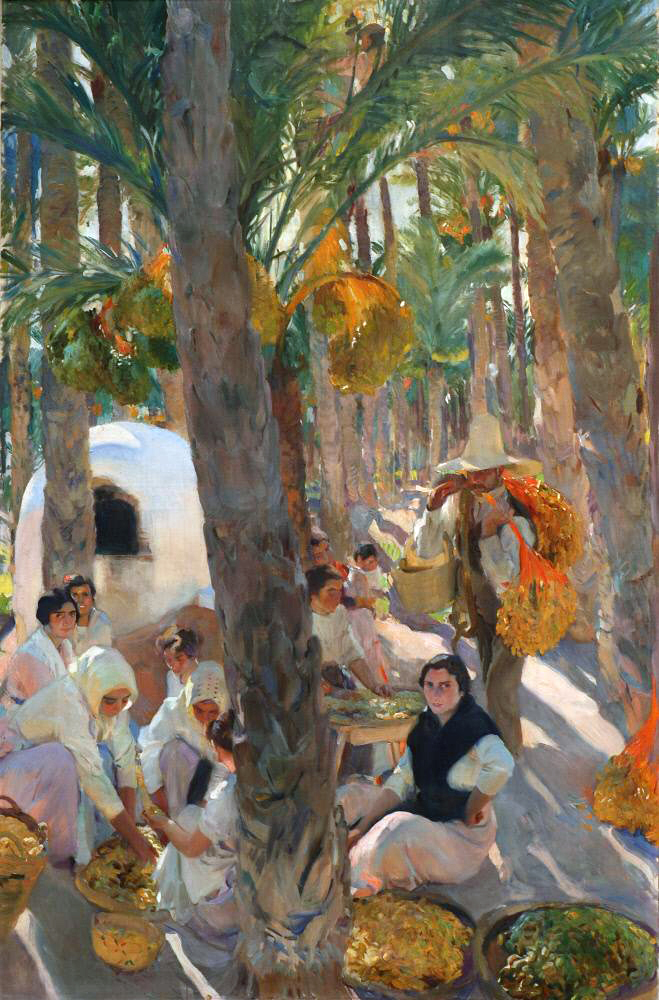
Elche. La palmeraie (1918-1919)
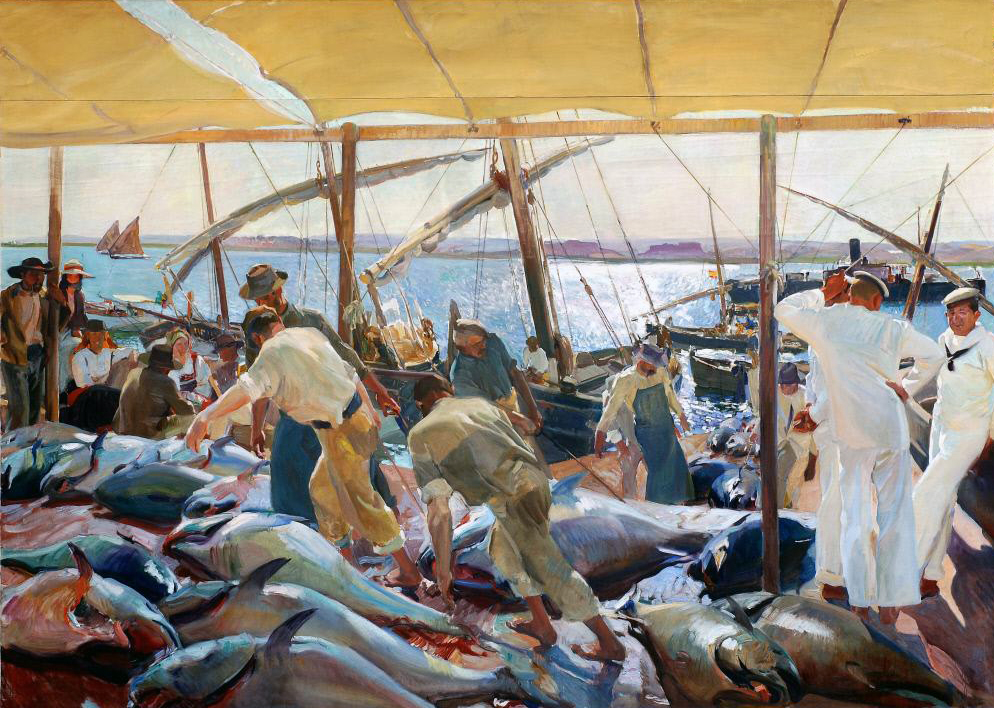
Ayamonte. La pêche au thon (1919)

## Restauration
Pour les besoins de la restauration, cet ensemble de peintures a été dépendu en 2008 et on en a profité pour l'exposer dans  diverses villes espagnoles: Valence, Barcelone, Málaga, le Musée de Beaux-Arts de Bilbao, le Musée de Beaux-Arts de Séville et le Musée du Prado à Madrid, tout au long de 2009. L'exposition du Prado a été présentée avec une anthologie de  l'œuvre de Sorolla (avec quelque 465.000 visites). La série de toiles Vision de l'Espagne a été restituée à la Hispanic Society en 2010.